# Cuộc đua xe đạp tranh Cúp truyền hình Thành phố Hồ Chí Minh 2011
Cuộc đua xe đạp toàn quốc tranh Cúp truyền hình Thành phố Hồ Chí Minh 2011 là giải đấu lần thứ 23 của Cuộc đua xe đạp toàn quốc tranh Cúp truyền hình Thành phố Hồ Chí Minh do Ban Thể dục - Thể thao, Đài Truyền hình Thành phố Hồ Chí Minh và Tổng cục Thể dục thể thao Việt Nam phối hợp tổ chức, diễn ra từ ngày 21 tháng 4 đến ngày 30 tháng 4 năm 2011. Cuộc đua gồm 9 chặng với tổng lộ trình 1075 km, xuất phát từ Thành phố Hồ Chí Minh đến Nha Trang (Khánh Hòa) và ngược lại. Tổng cộng có 14 đội đua trên cả nước tham gia cuộc đua lần này.

## Công bố
Thông tin về Cuộc đua xe đạp toàn quốc tranh Cúp Truyền hình Thành phố Hồ Chí Minh 2011 được công bố vào đầu tháng 4 năm 2011 trong một cuộc họp báo trước khi khởi tranh giải. Ban tổ chức đã công bố lộ trình cuộc đua với tổng lộ trình dài 1075 km.
Đài Truyền hình Thành phố Hồ Chí Minh cho biết việc tổ chức này nhằm hướng tới kỷ niệm 36 năm ngày Giải phóng miền Nam - Thống nhất đất nước, 125 năm ngày Quốc tế Lao động, 121 năm Ngày sinh của Chủ tịch Hồ Chí Minh.

## Danh sách tham dự
Cuộc đua lần thứ 23 quy tụ các đội đua:
Danh sách này không đầy đủ, bạn cũng có thể giúp mở rộng danh sách.
- ADC Truyền hình Vĩnh Long (AVL)
- Domesco Đồng Tháp 1 (DD1)
- Domesco Đồng Tháp 2 (DD2)
- Bảo vệ Thực vật Sài Gòn 1 (BS1)
- Bảo vệ Thực vật Sài Gòn 2 (BS2)
- Vinamit (VNM)
- Quân khu 7 (QK7)
- Quân Đội (QDO)
- Đống Đa Hà Nội (DHN)
- Bảo vệ Thực vật An Giang (BAG)
- Đồng Nai (DNA)
- Cần Thơ (CTH)

## Lộ trình và kết quả từng chặng
| Chặng | Ngày       | Đoạn đường                                                   | Khoảng cách        | Kết quả từng chặng      | Kết quả từng chặng    | Kết quả từng chặng     |
| Chặng | Ngày       | Đoạn đường                                                   | Khoảng cách        | Nhất                    | Nhì                   | Ba                     |
| ----- | ---------- | ------------------------------------------------------------ | ------------------ | ----------------------- | --------------------- | ---------------------- |
| 1     | 21 tháng 4 | Thành phố Hồ Chí Minh đi Vũng Tàu (Bà Rịa – Vũng Tàu)        | 121 km             | Trịnh Đức Tâm (DHN)     | Nguyễn Tấn Hoài (DD1) | Trần Thanh Nhanh (BS1) |
| 2     | 22 tháng 4 | Vũng Tàu đi Phan Thiết (Bình Thuận)                          | 167 km             | Bùi Minh Thụy (AVL)     | Hồ Văn Phúc (AVL)     | Nguyễn Văn Tài (DD1)   |
| 3     | 23 tháng 4 | Phan Thiết đi Phan Rang (Ninh Thuận)                         | 147 km             | Đỗ Tuấn Anh (DD1)       |                       |                        |
| 4     | 24 tháng 4 | Phan Rang đi Nha Trang (Khánh Hòa)                           | 100 km             | Nguyễn Hoàng Thái (DD2) |                       |                        |
| 5     | 25 tháng 4 | Vòng đua quanh đường Trần Phú (Nha Trang) (4 vòng x 18,5 km) | 74 km              | Nguyễn Quốc Dũng (VNM)  |                       |                        |
| ―     | 26 tháng 4 | Nghỉ tại Nha Trang                                           | Nghỉ tại Nha Trang | Nghỉ tại Nha Trang      | Nghỉ tại Nha Trang    | Nghỉ tại Nha Trang     |
| 6     | 27 tháng 4 | Nha Trang đi Đà Lạt (Lâm Đồng; đèo Khánh Lê, Giang Ly)       | 138 km             |                         |                       |                        |
| 7     | 28 tháng 4 | Vòng đua quanh Hồ Xuân Hương (Đà Lạt) (10 vòng x 5,4 km)     | 54 km              | Đỗ Tuấn Anh (DD1)       | Lê Nguyệt Minh (BS2)  | Trần Văn Quyền (QK7)   |
| 8     | 29 tháng 4 | Đà Lạt đi Bảo Lộc (Lâm Đồng)                                 | 101 km             | Lê Văn Duẩn (BS1)       | Đỗ Tuấn Anh (DD1)     |                        |
| 9     | 30 tháng 4 | Bảo Lộc đi Thành phố Hồ Chí Minh                             | 161 km             | Hồ Văn Phúc (AVL)       |                       |                        |

## Xếp hạng chung cuộc
|                 | Vận động viên          | Đội                       |                           | Tham khảo |
| --------------- | ---------------------- | ------------------------- | ------------------------- | --------- |
| Áo vàng         | Hồ Văn Phúc (AVL)      | Nguyễn Tấn Hoài (DD1)     | Trịnh Đức Tâm (DHN)       | [ 7 ]     |
| Áo chấm đỏ      | Lê Ngọc Sơn (DD2)      | Lê Ngọc Sơn (DD2)         | Lê Ngọc Sơn (DD2)         | [ 7 ]     |
| Áo xanh         | Đỗ Tuấn Anh (DD1)      | Đỗ Tuấn Anh (DD1)         | Đỗ Tuấn Anh (DD1)         | [ 7 ]     |
| Áo trắng        | Trần Thanh Nhanh (BS1) | Trần Thanh Nhanh (BS1)    | Trần Thanh Nhanh (BS1)    | [ 7 ]     |
| Giải đồng đội   | Domesco Đồng Tháp 1    | Bảo vệ thực vật Sài Gòn 1 | ADC Truyền hình Vĩnh Long | [ 7 ]     |
| Giải phong cách | Quân khu 7             | Quân khu 7                | Quân khu 7                | [ 7 ]     |

## Truyền hình
Các chặng đua được truyền hình trực tiếp trên các kênh HTV9 và HTV2.